# Луций Юлий Марин
Луций Юлий Марин (на латински: Lucius Iulius Marinus) e римски сенатор през 1 век.
През 89/ 90 г. e проконсул на Витиния и Понт, суфектконсул през 93 г. и легат на провинция Долна Мизия.
Неговият син Луций Юлий Марин Цецилий Симплекс e суфектконсул през 101 г. и се жени за Юлия Тертула, дъщеря на Гай Юлий Корнут Тертул (суфектконсул 100 г.).